# Chagor
Koordinaten: 32° 8′ N, 34° 57′ O
Chagor (hebräisch חָגוֹר, auch חגור) ist ein Moschaw im Regionalverband Drom HaScharon im Zentralbezirk Israels. 2017 lebten in Chagor 1.175 Menschen. Der Name stammt von einem Vers aus dem Buch der Psalmen 45:4: "Gürte dein Schwert an die Seite, du Held, und schmücke dich herrlich!" ("חֲגוֹר חַרְבְּךָ עַל יָרֵךְ גִּבּוֹר הוֹדְךָ וַהֲדָרֶךָ"). In Chagor wohnten Dan Chalutz, der 18. Generalstabschef der israelischen Verteidigungsstreitkräfte, sowie Gabi Aschkenasi, der 19. Generalstabschef der israelischen Armee.